# Parthenios z Nicei
Parthenios z Nicei (Nikai) (I wiek p.n.e.) – grecki poeta. 
Podczas wojny z królem Pontu Mitrydatesem wzięty do niewoli w 73 p.n.e. po zdobyciu Nicei przez Rzymian. Wywieziony do Rzymu, wkrótce dał się poznać jako wykształcony i utalentowany, dzięki czemu odzyskał wolność i rozpoczął karierę wykładowcy literatury greckiej w Rzymie i Neapolu. Jego rzymskim opiekunem był Korneliusz Gallus, a jednym z jego uczniów Wergiliusz. Znany jako autor utworów:
- Erotiká pathémata (Cierpienia miłosne)
- Metamorfóseis (albo Allojóseis, czyli "Przemiany")
- Anthippe
- Ifiklos
- Heraklés
- Arétes epikédejos
- Epikédejon eis Archelaida